# Jie Xiang Xiang
Jie Xiang Xiang (kinesiska: 姐相, 姐相乡) är en socken i Kina. Den ligger i provinsen Yunnan, i den sydvästra delen av landet, omkring 520 kilometer väster om provinshuvudstaden Kunming. Antalet invånare är 17 984. Befolkningen består av 9 050 kvinnor och 8 934 män. Barn under 15 år utgör 21,0 %, vuxna 15-64 år 72 %, och äldre över 65 år 6,0 %.
Genomsnittlig årsnederbörd är 1 583 millimeter. Den regnigaste månaden är juli, med i genomsnitt 413 mm nederbörd, och den torraste är januari, med 3 mm nederbörd.